# Ли Джин Хён
Ли Джин Хён (кор. 이진현; род. 26 августа 1997, Сеул) — южнокорейский футболист, полузащитник клуба «Пуща». Выступал в национальной сборной Республики Корея.

## Карьера

### «Пхохан Стилерс»

#### Аренда в «Аустрию» Вена
Начинал заниматься футболом в командах старшей школы «Пхохан Почеоль» и Университета Сонгюнгван. В августе 2017 года футболист стал игроком южнокорейского клуба «Пхохан Стилерс» и сразу же на правах арендного соглашения присоединился к австрийской «Аустрии». Дебютировал за клуб футболист футболист 27 августа 2017 года в матче против клуба «Адмира Ваккер Мёдлинг», выйдя на поле в стартовом составе и отличившись дебютным забитым голом. В сентябре 2017 года футболист вместе с клубом отправился на матчи группового этапа Лиги Европы УЕФА. Дебютный матч в рамках еврокубкового турнира футболист сыграл 14 сентября 2017 года против итальянского «Милана». В декабре 2017 года футболист выбыл из распоряжения основной команды клуба, во второй половине сезона также несколько раз сыграл за вторую команду клуба. По окончании срока арендного соглашения футболист покинул клуб.

#### Возвращение в «Пхохан Стилерс»
В июле 2018 года футболист, вернувшись из аренды, стал полноценно тренироваться с основной командой южнокорейского клуба. Дебютировал за клуб футболист 7 июля 2018 года в матче против клуба «Кённам», выйдя на поле в стартовом составе. Дебютный гол за клуб футболист забил 21 июля 2018 года в матче против клуба «Чоннам Дрэгонз». На протяжении сезона футболист был одним из ключевых игроков южнокорейского клуба, отличившись 5 забитыми голами и результативной передачей. В следующем сезоне футболист продолжить выступать в клубе в роли одного из основных игроков клуба, отличившись забитым голом и 2 результативными передачам. Завершил сезон футболист на итоговом четвёртом месте в чемпионате.

### «Тэгу»
В феврале 2020 года футболист перешёл в южнокорейский клуб «Тэгу». Дебютировал за клуб футболист 9 мая 2020 года в матче против клуба «Инчхон Юнайтед», выйдя на поле в стартовом составе. Дебютный гол за клуб футболист забил 17 июня 2020 года в матче против клуба «Пусан Ай Парк». На протяжении сезона футболист выступал в клубе в роли одного из основных игроков клуба, однако преимущественно появлялся на поле со скамейки запасных, отличившись своим единственным забитым голом. По итогу сезона футболист вместе с клубом завершил чемпионат на итоговом пятом месте.

### «Тэджон Хана Ситизен»
В январе 2021 года футболист перешёл в южнокорейский клуб «Тэджон Хана Ситизен». Дебютировал за клуб футболист 28 февраля 2021 года в матче против клуба «Пучхон 1995», выйдя на поле в стартовом составе. В следующем матче 7 марта 2021 года против клуба «Пусан Ай Парк» футболист отличился своим дебютным забитым голом. Футболист быстро закрепился в основной команде клуба, однако во второй половине сезона стал чаще оставаться на скамейке запасных. Стал бронзовым призёром чемпионата, отправившись в раунд плей-офф за право на повышение в дивизионе. Однако в финале по сумме матчей уступили клубу «Канвон».
Новый сезон футболист начал с матча 12 марта 2022 года против клуба «Анян», выйдя на поле в стартовом составе. Первыми результативными действиями за клуб в сезоне футболист отличился 9 апреля 2022 года в матче против клуба «Сеул Е-Лэнд», оформив дубль из результативных передач. Первым забитым голом за клуб футболист отличился 17 мая 2022 года против клуба «Пусан Ай Парк», также оформив очередной дубль из результативных передач. По итогу сезона футболист вместе с клубом стал серебряным призёром чемпионата, выйдя сразу в финал плей-офф на повышение в дивизионе. В ответном матче финала 29 октября 2022 года против клуба «Кимчхон Санму» футболист отличился забитым дублем, выйдя в Кей-лигу 1. Всего за сезон футболист отличился 6 забитыми голами и 5 результативными передачами.
Первый матч в новом сезоне за клуб в рамках Кей-лиги 1 футболист сыграл 26 февраля 2023 года против клуба «Канвон», выйдя на поле в стартовом составе и отличившись первой результативной передачей. Своим первым в сезоне забитым голом футболист отличился 19 марта 2023 года в матче против клуба «Сувон Самсунг Блюуингз». На протяжении сезона футболист был в клубе одним из ключевых игроков, отличившись 3 забитыми голами и 6 результативными передачами. Завершил чемпионат футболист на итоговом восьмом месте. По окончании сезона футболист покинул южнокорейский клуб.

### «Пуща»
В феврале 2024 года футболист на правах свободного агента присоединился к польской «Пуще», подписав контракт до конца июня 2025 года. Дебютировал за клуб футболист 25 февраля 2024 года в матче против любинского «Заглембе», выйдя на замену в начале второго тайма.

## Международная карьера
Начинал международную карьеру в юношеской сборной Республики Корея до 18 лет. В 2015 году футболист получил вызов в молодёжную сборную Республики Корея до 20 лет. В мае 2017 года в составе сборной футболист отправился на домашний молодёжный чемпионат мира. В июле 2017 года футболист получил вызов в молодёжную сборную Республики Корея до 23 лет для участия в квалификационных матчах молодёжного чемпионата Азии. В августе 2018 года футболист в составе сборной отправился на Азиатские игры, по итогу которых стали чемпионами, в финале 1 сентября 2018 года победив сборную Японии.
В октябре 2018 года футболист получил вызов в национальную сборную Республики Корея по футболу. Дебютировал за сборную 17 ноября 2018 года в товарищеском матче против сборной Австралии. В следующем матче 20 ноября 2018 года против сборной Узбекистана футболист отличился дебютной результативной передачей.

## Достижения
Сборная
Республика Корея (до 23)
- Победитель Азиатских игр: 2018